# Jrisopiyí Devetzí

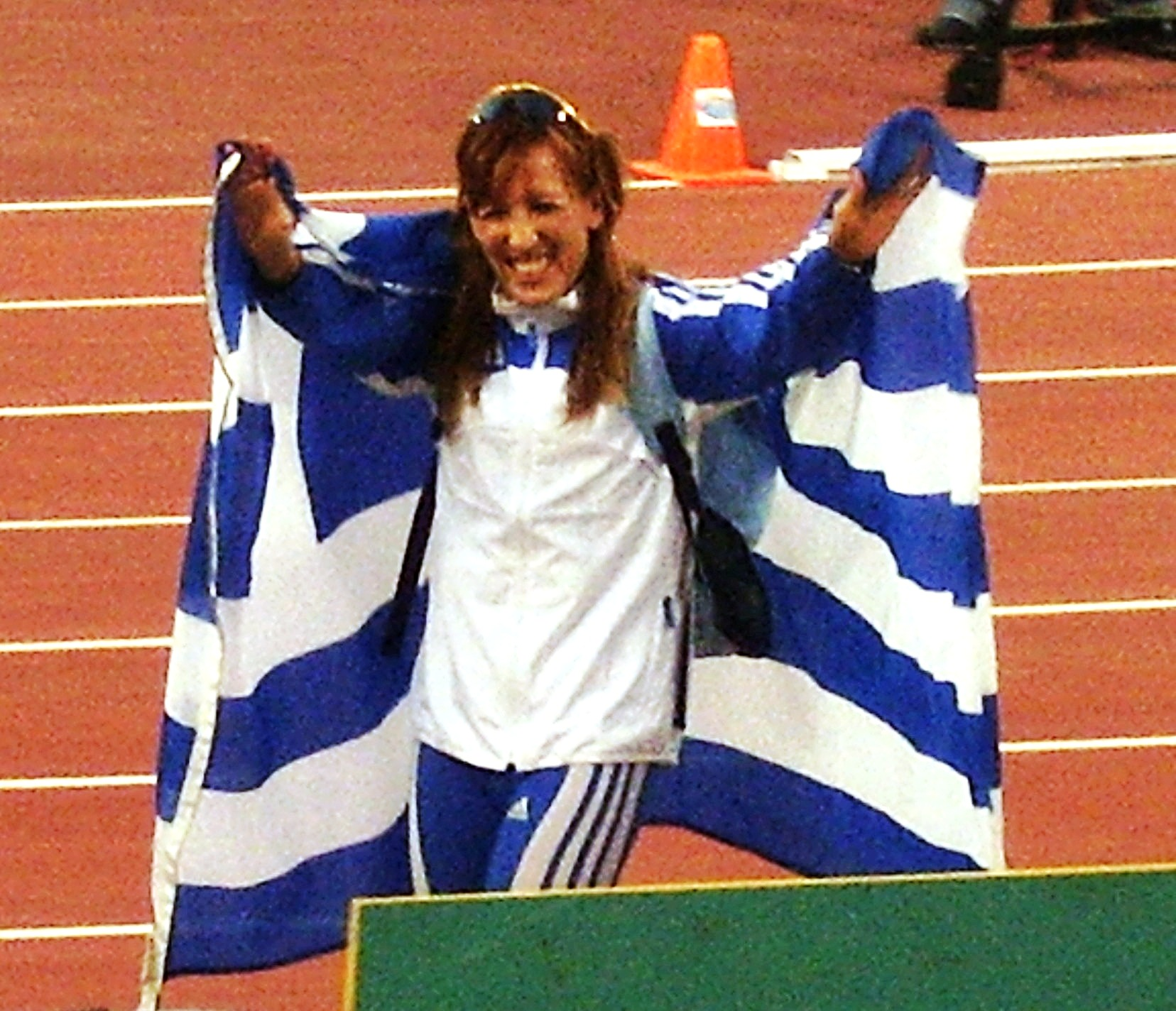
Hrysopiyi Devetzi en la Copa del Mundo de Atenas 2006.

Hrysopiyi Devetzi (2 de octubre de 1975 en Alejandrópolis, Grecia) es una atleta griega especialista en triple salto que fue medalla de plata en los Juegos Olímpicos de Atenas 2004 y medalla de bronce en los de Pekín 2008. También ha ganado varias medallas en campeonatos mundiales y europeos.
Su mejor marca es de 15,32 lograda en Atenas 2004, que es récord nacional de su país y la cuarta mejor marca mundial de todos los tiempos, solo por detrás de Inessa Kravets, Françoise Mbango Etone y Tatyana Lebedeva.
También participa de forma ocasional en pruebas de salto de longitud.

## Resultados
| Año  | Competición               | Lugar      | Puesto                        | Marca            |
| ---- | ------------------------- | ---------- | ----------------------------- | ---------------- |
| 2002 | Campeonato Europeo        | Múnich     | 7ª en Triple                  | 14,15 m.         |
| 2003 | Campeonato Mundial        | París      | 8ª en Triple                  | 14,34 m.         |
| 2004 | Campeonato Mundial Indoor | Budapest   | 3ª en Triple                  | 14,73 m.         |
| 2004 | Juegos Olímpicos          | Atenas     | 2ª en Triple                  | 15,25 m.         |
| 2004 | Final Mundial de la IAAF  | Mónaco     | 4ª en Triple                  | 14,78 m.         |
| 2005 | Campeonato Mundial        | Helsinki   | 5ª en Triple                  | 14,64 m.         |
| 2005 | Final Mundial de la IAAF  | Mónaco     | 1ª en Triple                  | 14,89 m.         |
| 2006 | Campeonato Europeo        | Gotemburgo | 2ª en Triple 10.ª en Longitud | 15,05 m. 6,41 m. |
| 2006 | Final Mundial de la IAAF  | Stuttgart  | 2ª en Triple                  | 14,67 m.         |
| 2006 | Copa del Mundo            | Atenas     | 2ª en Triple 3ª en Longitud   | 15,04 m. 6,64 m. |
| 2007 | Campeonato Mundial        | Osaka      | 3ª en Triple                  | 15,04 m.         |
| 2007 | Final Mundial de la IAAF  | Stuttgart  | 2ª en Triple                  | 14,75 m.         |
| 2008 | Campeonato Mundial Indoor | Valencia   | 2ª en Triple                  | 15,00 m.         |
| 2008 | Juegos Olímpicos          | Pekín      | 3ª en Triple salto            | 15,23 m.         |

## Mejores marcas personales
- Triple salto (aire libre) - 15,32 m. (Atenas, 21/08/2004)
- Triple salto (indoor) - 15,00 m. (Valencia, 08/03/2008)
- Salto de longitud (aire libre) - 6,83 m. (Trikala, 10/06/2006)
- Salto de longitud (indoor) - 6,85 m. (Peania, 08/02/2008)